# Karel Weinlich
Karel František Weinlich (6. dubna 1930 Jihlava – 6. května 2020 Praha) byl český rozhlasový režisér.

## Život
Za více než půl století práce (od roku 1949) pro Československý a poté Český rozhlas režíroval několik stovek pořadů, hlavně pohádek a pořadů pro děti.
Znám byl také svým soukromým životem, neboť za svůj život uzavřel jedenáct manželství.
V roce 2015 vyšla jeho biografie nazvaná Karel Weinlich – pokus o životopis, jejíž autorkou je Lucie Weissová.
Zemřel v Praze dne 6. května 2020 ve věku 90 let.

## Rozhlasové režie
- 1955 Jiří Horák: Čertův mlýn, na námět pohádky Jiřího Horáka napsal volně veršem Zdeněk Skořepa. Hudbu složil a řídí Evžen Illín, režie Karel Weinlich. Účinkují Jan Pivec, Marie Vášová, Josef Beyvl, Josef Chvalina, Theodor Pištěk, Stanislav Neumann a členové DRDS [6]
- 1975 Věra Provazníková: Košile štěstí, hudba: Jaroslav Krček, dramaturgie: Václava Ledvinková, hrají: uhlíř (Karel Vlček), blázen (Jan Kanyza), kořenářka (Věra Laňková), královna (Gabriela Vránová), chalupník (Antonín Hardt), pasáček Jíra (Oldřich Vlach), velký mág (Miloš Nedbal), král (Jiří Klem).[7]
- 1975 Zlatovláska, na motivy pohádky Karla Jaromíra Erbena napsala Drahomíra Měsková: Hudba: Jaroslav Krček, režie: Karel Weinlich, hráli: král: Martin Růžek, kořenářka: Světla Amortová, panoš Jiřík: Jiří Plachý, Daniela Šrajerová, Miroslava Hozová,[8]
- 1978 O princezně v oslí kůži na motivy pohádky Charlese Perraulta, překlad: Františka Hrubína, napsal: Tomáš Pěkný, hudba: Petr Mandel. Hrají: Naďa Konvalinková, Eduard Cupák, Ilja Prachař, Viktor Preiss, Dana Medřická, Jaroslav Moučka, Helena Bendová a Josef Patočka.
- 1979 Čertův švagr, na motivy pohádky Boženy Němcové, účinkují: Jan Hartl, Libuše Havelková, Vladimír Bičík, Antonín Hardt, Věra Kubánková, Ladislav Mrkvička, Sylva Sequensová, Naďa Konvalinková, Svatopluk Beneš a další. Připravil František Pavlíček, režie: Karel Weinlich.
- 1982 Nejkrásnější nevěsta, (na motivy italské pohádky napsal František Pavlíček)[9]
- 1984 Šťastný princ, (na motivy pohádky Oscara Wildea napsal František Pavlíček). Hráli: Šťastný princ: Pavel Soukup, Vlaštovka: Miroslava Hozová,  lord kancléř Karel Houska, obřadník (Antonín Hardt, strážce pokladu: Ilja Racek, básník: Jiří Ornest, nemocný chlapec: Jaroslav Kaňkovský, švadlena Miriam Chytilová.[10]
- 1984 Královna Koloběžka, (na motivy pohádky Jana Wericha napsala Helena Sýkorová) [11]
- 1986 Hans Christian Andersen: Sněhová královna, Československý rozhlas[12]
- 1986 Edudant a Francimor, na motivy pohádky Karla Poláčka napsala Eva Košlerová, hudba Miroslav Kořínek, hrají členové divadla Ypsilon.
- 1988 Princezna se zlatou hvězdou na čele Na motivy pohádky Boženy Němcové napsal František Pavlíček. Hudba Tomáš Vranek. Dramaturgie Eva Košlerová. Účinkují: Sylva Sequensová, Věra Galatíková, Jiří Langmajer, Ladislav Mrkvička, Vlastimil Brodský, Tomáš Juřička, Josef Somr a Zlata Adamovská.[13]
- 1989 Eric Malpass: Ranní ptáček (Morning's at Seven), překlad: Olga Rychlíková, dramatizace: Alena Bechtoldová, hrají: Jakub Zdeněk, Alexandra Tomanová, Tomáš Töpfer, Vlastimil Brodský, Jiřina Jirásková, Věra Kubánková, Jaroslav Konečný, Michal Pavlata, Ivan Gübel, Jana Synková, František Němec, Jana Drbohlavová, Petr Lněnička a Jakub Dvořák.[14]
- 1990 František Pavlíček: Císařovy nové šaty, rozhlasová hra na motivy pohádky Hanse Christiana Andersena. Překlad: Gustav Pallas, dramaturgie: Eva Košlerová, hrají: Jiří Sovák, Petr Nárožný, Karel Heřmánek, Jiří Samek, Antonín Hardt, Viktor Preiss, Jiří Langmajer, Jakub Zdeněk, Jana Drbohlavová.[15]
- 1990 Eva Košlerová: Marco Polo, rozhlasová hra na motivy cestopisu, Český rozhlas[16]
- 1991 Tři veteráni. Na motivy Jana Wericha napsala Helena Sýkorová. Hráli: Ladislav Mrkvička, Karel Heřmánek, Alois Švehlík, Věra Kubánková, Jitka Molavcová, Yvetta Blanarovičová, Josef Vinklář, Michaela Kuklová, Jiří Lír, Jiří Binek, Antonín Hardt, Dagmar Weinlichová a František Němec. Hudba Miroslav Kořínek. Dramaturgie Eva Košlerová. Režie Karel Weinlich.
- 1991 George Orwell: 1984. Devítidílný rozhlasový seriál, dramatizace Josef Hlavnička, hráli: průvodce (Luděk Munzar), Winston Smith (Jiří Ornest), O'Brien (Boris Rösner), Charrington (Jaroslav Konečný), Julie (Veronika Freimanová), Goldstein (Josef Červinka), Velký bratr (Rudolf Hrušínský), Parsonsová (Dana Syslová), výhrůžný hlas (Ladislav Brotánek), domovnice (Ludmila Roubíková), kluk (Petr Hotmar), holka (Eliška Pohorská), spíkr I. (Bohumil Švarc), spíkr II. (Dagmar Dvořáčková), pozorovatelka (Ilona Jirotková), žena (Zuzana Davidová) a hlas (Vladimír Fišer).[17]
- 1993 Jaroslava Kubištová: Čarovná rybí kostička, na motivy pohádky Charlese Dickense, pohádková hra. Hudba: Tomáš Vránek, režie: Karel Weinlich, dramaturgie: Eva Košlerová, hrají: Věra Hučínová, Jiřina Jirásková, Jiří Ornest, Martin Zounar, Petr Nárožný, Tomáš Staněk, Monika Černá, Miroslava Hozová, Antonín Hardt.
- 1993 Václava Ledvinková: A pak že nejsou hastrmani. Na motivy pohádky Jana Drdy pro rozhlas napsala Václava Ledvinková. Hudba Tomáš Vránek. Dramaturgie Eva Košlerová. Režie Karel Weinlich. Účinkují: Michal Dlouhý, Jiří Langmajer, Vlastimil Brodský, František Němec, Sylva Sequensová, Alois Švehlík, Antonín Molčík, Pavel Pípal, Ladislav Mrkvička, Tereza Duchková, Václav Neckář, Mirko Musil, Antonín Hardt, Gaston Šubert, Pavel Karbusický a Jiřina Inka Šecová.[18]
- 1994 František Pavlíček: Odysseus třídílná rozhlasová hra
  - 1. díl Danajský dar, Hudba Petr Mandel. Dramaturg Ivan Hejna. Účinkují: Jan Kanyza, Miroslav Moravec, Petr Pelzer, Radoslav Brzobohatý, Jiří Klem, Karel Pospíšil, Vladimír Marek, Vladimír Ráž, Miroslav Středa, Luděk Nešleha, Antonín Hardt, Eliška Balzerová, Radovan Lukavský a Pavel Soukup.
  - 2. díl Bloudění
- 1997 Helena Sýkorová: Pamprlice, pohádková hra. Hudba: Miroslav Kořínek, dramaturgie: Eva Košlerová, režie: Karel Weinlich. Hrají: Michal Dlouhý, Magdalena Chrzová, Alena Vránová, Iveta Dušková, Jiří Langmajer, Věra Kubánková, Vlastimil Brodský, Sylva Sequensová, Barbora Hrzánová, Václav Kotva a Ivan Trojan.
- 1997 Walter Scott: Rytíř Ivanhoe, zpracováno v Českém rozhlasu jako čtyřdílná dramatizace na motivy románu Waltra Scotta, překlad Jaroslav Kraus, rozhlasová úprava napsal František Pavlíček, hudba Petr Mandel, dramaturg Ivan Hubač, režie Karel Weinlich. Hráli: Ivan Trojan, František Němec, Boris Rösner, Josef Somr, Petr Pelzer, Barbara Kodetová, Alois Švehlík, Jaroslava Adamová, Tomáš Töpfer, Ladislav Mrkvička, Magdalena Chrzová, Jiří Langmajer, Rudolf Pellar, Veronika Duchková, Jana Durčáková, Veronika Koloušková, Petr Pěknic, Ivo Theimer, Ilona Jirotková, Hana Brothánková, Růžena Preisslerová, Miloš Rozhoň a Václav Kotva. jednotlivé díly: 1. Turnaj v Ashby, 2. Na život a na smrt, 3. Pohřeb na Coningsburghu, 4. Boží soud.[19]
- 1998 Selma Lagerlöfová: Generálův prsten, rozhlasová adaptace povídky, překlad Karel Rypáček, napsala Martina Drijverová, dramaturgie: Ivan Hejna, hráli: Radoslav Brzobohatý, Miroslava Hozová, Magdalena Chrzová, Karel Pospíšil, Jaroslava Adamová, Jiří Holý, Hana Brothánková, Ivan Trojan, Tomáš Juřička, Ladislav Trojan a Otakar Brousek ml.[20]
- 1998 Wilhelm Hauff: Falešný princ, úprava pro rozhlas: Jaroslava Kubištová, dramaturgie: Václava Ledvinková, hráli: Boris Rösner, Jiří Langmajer, Veronika Gajerová, Bořivoj Navrátil, Linda Rybová, David Novotný, Jiří Plachý, Antonín Hardt, Hana Brothánková a Barbara Kodetová[21].
- 1999 Zdeněk Kovár: Historka šumaře Willieho, volně na motivy stejnojmenné povídky Waltera Scotta, překlad Květa Marysková, hudba Petr Mandel, dramaturgie Ivan Hejna, režie Karel Weinlich. Hrají: Rudolf Pellar, Petr Pelzer, Lukáš Hlavica, Pavel Soukup, Antonín Hardt, Jiří Holý, Stanislav Oubram, Stanislav Fišer, Petr Šplíchal, Simona Stašová, Markéta Košťáková, Josef Somr, Zdeňka Sajfertová, Roman Peterka a Tomáš Pergl. Český rozhlas, 1999.[22]
- 2000 Patricia St. John: Odkud teče řeka (Where The River Begins); dvojdílná rozhlasová hra v Českém rozhlasu, rozhlasová úprava: Zuzana Bihdanecká[23]
- 2000 Helena Sýkorová: Zlaté tajemství, pohádka na motivy knihy Washingtona Irvinga Pohádky z Alhambry[24]
- 2001 Markéta Zinnerová: Halíbela a drak z Drákotína, 2001 Hudba Jiří Pazour. Dramaturgie Václava Ledvinková. Účinkují: Jiří Langmajer, Simona Stašová, Linda Rybová, Václav Valtr, Ondřej Vetchý, Pavel Rímský, David Prachař, Dalimil Klapka, Petr Šplíchal, Ladislav Brothánek, Martin Zahálka, Daniel Pražák, Alžběta Tučková, Anna Dvořáková a Hana Brothánková.[25]
- 2002 – Prosper Mérimée: Lokis, pro Český rozhlas (2002) zdramatizovala Martina Drijverová, přeložil Václav Cibula. Hrají: František Němec (prof. Wittenbach), Miroslav Šimůnek (syn Theodor), Bronislav Poloczek (lékař), Boris Rösner (hrabě), Jaroslava Adamová (paní hraběnka), Radoslav Brzobohatý (ruský generál), Klára Sedláčková (neteř Julka, nevěsta), Viola Zinková (čarodějka), Valérie Zawadská (hraběnka matka), režie: Karel Weinlich.
- 2014 Marie a Zdeněk Hořínkovi: Zlatý kořenáč, na motivy povídky E. T. A.Hoffmanna Zlatý hrnec (Der goldne Topf), hudební improvizace Jiří Žižka, hrají: Pavel Landovský, Jiří Langmajer, Jiří Samek, Jan Gross, Martina Samková, Jiří Chmelař, Věra Slunéčková, Zorka Kostková, Antonín Procházka, Kateřina Vinická, Tomáš Šolc, Pavel Kikinčuk, Martin Zahálka a Jakub Zindulka. Český rozhlas Plzeň.